# Coppia di regine
Coppia di regine (Lacy and the Mississippi Queen) è un film per la televisione del 1978 diretto da Robert Butler.
È una commedia western statunitense con Kathleen Lloyd, Debra Feuer, Edward Andrews e Jack Elam.  Il film è conosciuto anche con il titolo Kate and the Mississippi Queen. È originariamente un film pilota per una serie televisiva poi non prodotta.

## Produzione
Il film, diretto da Robert Butler su una sceneggiatura di Madeline Di Maggio e Kathy Donnell, fu prodotto da Lew Gallo per la Paramount Television tramite la Lawrence Gordon Productions e girato in California.

## Distribuzione
Il film fu trasmesso negli Stati Uniti il 17 maggio 1978 con il titolo Lacy and the Mississippi Queen sulla rete televisiva NBC. È stato distribuito anche in Italia con il titolo Coppia di regine.

## Critica
Secondo il Morandini il film è "un western in cadenze di commedia con risvolti farseschi, recitato con brio". L'ambientazione risulterebbe "di maniera, ma gradevole".